# 358. Infanterie-Division (Wehrmacht)
Die 358. Infanterie-Division war eine deutsche Infanteriedivision im Zweiten Weltkrieg.

## Divisionsgeschichte
Die Division wurde am 10. März 1940 im Rahmen der 9. Aufstellungswelle als Landesschützen-Division in Krakau im damaligen Generalgouvernement Polen aus dem Stab der Oberfeldkommandantur 540 (Kielce) aufgestellt. Friedensstandort war Görlitz im Wehrkreis VIII.
Bis Mai 1940 blieb die Division bei Oberost und dort dem Grenzabschnitts-Kommando Süd zugeordnet. Am 1. Juni 1940 kam die Division in die Heimat und war ab dann bis 9. August 1940 dem Militärbefehlshaber Belgien-Nordfrankreich (16. Armee) unterstellt.
Am 24. Juni 1940 wurde die 16. (Feldrekruten-)Kompanie der drei Infanterie-Regimenter zu IV./Infanterie-Regiment 210 umgebildet und dem Kommandeur der Ersatztruppen 100 unterstellt.
Mit der Verlegung in den Wehrkreis VII wurde die Division am 23. August 1940 aufgelöst. Das III./Infanterie-Regiment 645 wurde dabei zum Wach-Bataillon 722. Die Bataillone III./644 und III./645 wurden aufgelöst. Die Bataillone I./644 und II./644, I./645 und II./645 und I./646 und II./646 wurden zu eigenständigen Heimatwach-Bataillone, welche für die Bewachung von Kriegsgefangenen eingesetzt wurden. Am 1. Januar 1941 wurden diese Heimatwach-Bataillone in Landesschützen-Bataillone 564 bis 569 umbenannt.
Kommandeur der Division war Oberst/Generalmajor Rudolf Pitz.

## Gliederung
- Infanterie-Regiment 644 I.–III. aus dem Stab der Feldkommandantur 615 und den Landesschützen-Bataillonen III./VII, XVII./V und VII./V
- Infanterie-Regiment 645 I.–III. aus dem Stab des Landesschützen-Regiments III./VI, dem Wach-Bataillon 601 und den Landesschützen-Bataillonen II./X und XIV./VIII
- Infanterie-Regiment 646 I.–III. aus dem Stab der Feldkommandantur 601, dem Wach-Bataillon 572 und den Landesschützen-Bataillonen XVI./XIII und XII./XIII
- Kanonen-Batterie 358
- Aufklärungs-Schwadron 358
- Nachrichten-Kompanie 358
- Divisions-Nachschubführer 358